# Ліванці
Ліванці — народність, яка проживає в Лівані.

## Ареал розселення і чисельність
В основному проживають на території Лівану. Загальна чисельність ліванців становить 8-14 млн чол. У Лівані їх чисельність становить близько 3 971 941 чоловік, приблизно 95 % всього населення, також з ними проживають і інші народи: палестинські біженці, курди, вірмени 4 %, греки, турки та ін. Населення міст: Бейрут — 1,5 млн , Триполі — 200 тис., Захла — 200 тис., Сайда (Сідон) — 100 тис., Тир — 70 тис. Щорічний приріст населення — 1,34 %, коефіцієнт народжуваності 10,68 на 1000 осіб, коефіцієнт смертності — 6,32 на 1000 чоловік. Також ліванці мають діаспори в Південній і Північній Америці, Європі, Африці і деяких інших країнах Близького Сходу. Найбільша діаспора ліванців знаходиться в Бразилії.

## В Україні
- Ахмед Тамім — муфтій України.